# Melinda auriceps
Melinda auriceps este o specie de muște din genul Melinda, familia Calliphoridae. A fost descrisă pentru prima dată de Malloch în anul 1930.
Este endemică în Samoa. Conform Catalogue of Life specia Melinda auriceps nu are subspecii cunoscute.